# 金子みすゞ物語〜みんなちがってみんないい〜
『金子みすゞ物語〜みんなちがってみんないい〜』（かねこみすずものがたり みんなちがってみんないい）は、TBS系列で2012年7月9日の21:00 - 23:19（JST）に放送されたテレビドラマ。

## 概要
金子みすゞの生涯を山口県大津郡仙崎村を舞台に描く、実話を基にしたフィクション。
本編中で表示される童謡には、金子みすゞ自筆のものが使用されている。

## キャスト
- 金子テル（みすゞ） - 上戸彩
- 上山正祐（みすゞの弟） - 今井翼（当時タッキー&翼）
- 桐原稲彦（みすゞの夫） - 松村雄基
- 田辺豊々代（みすゞの親友） - 大和田美帆
- 藤田初一 - 岡本信人
- のぶ - 泉ピン子
- 小枝敏雄 - 丹羽貞仁
- 金子チウサ（みすゞの義姉で小学校時代の同級生） - 西原亜希
- 金子堅助（みすゞの兄） - 駿河太郎
- 金子ウメ（みすゞの祖母） - 奈良岡朋子
- 上山ミチ（みすゞの母） - 高島礼子
- 上山松蔵（みすゞの義父・上山文英堂主人） - 西郷輝彦
- 松本辰也 - 別府康男
- 咲 - 市丸和代
- ミサオ - 山吹恭子
- 長屋の女 - 大越弥生
- 車夫 - 伊藤達也
- 電報配達 - 大木イチロー
- ふさえ（みすゞの娘） - 小林実由（乳児期 - 陳允煕、三戸梓美）
- 古賀プロダクション
- セントラル子供タレント
- テアトルアカデミー
- 劇団いろは
- 山口県長門市のみなさん

## スタッフ
- 脚本 - 清水曙美
- 監修 - 矢崎節夫
- 音楽 - 城之内ミサ
- 技術 - 本木明博
- カメラ - 田中浩一
- 照明 - 今井尚人
- 映像 - 荒井秀訓
- 音声 - 下村晴之
- 音響効果 - 山下祐司
- CG - 田中浩征
- 編集 - 大塚民生
- MA - 諸井明彦
- 美術 - 永田周太郎
- 美術制作 - 平野裟一
- 装飾 - 青木賢輔
- 装置 - 秋山雷太
- 大道具操作 - 高根秀樹
- 衣装 - 吉川茂雄
- 化粧 - 中田マリ子
- 床山 - 深町二宏
- 持道具 - 安岡京子
- 建具 - 大崎健一
- 植木装飾 - 金子利治
- イルミネーション - 奏一志
- ヴァイオリン指導 - 渡辺宗
- 衣装協力 - 鈴乃屋
- 美術協力 - 立教大学、ワールド・アンティーク・ブック・プラザ
- 番組宣伝 - 反町浩之
- スチール - 加藤徹
- インターネット宣伝 - 佐藤英子
- 車両 - 亀卦川浩
- 方言指導 - 岡本信人
- 協力 - 東通、アックス、緑山スタジオ・シティ、山口県長門市、金子みすゞ顕彰会 草場睦弘、JULA出版局、山口県湯本温泉 大谷山荘、別邸音信
- 演出補 - 山崎統司
- 記録 - 八木美智子
- デスク - 佐藤博子
- 制作補 - 室谷拡
- 演出 - 清弘誠
- プロデューサー - 石井ふく子
- 制作著作 - TBS